# Vektor (genetika)
Vektor (u genetici) je generali naziv za molekule aminokiselina koje pri eksperimentima kloniranja služe kao nosioci stranih DNK. 
U popularnom jeziku genetičara vektor se često naziva genferi (feri =  trajekt, sredstvo za prevoženje, transport nečega - u ovom slučaju gena). Poznajemo različite vektore, ali isto tako i različite forme prenošenja strane DNK u jedan drugi živi organizam. Vektor može biti samo jedana noseća molekula strane DNK, ali isto tako može dodatno samostalno realizirati transfer gena u ciljanu stanicu.  Zajedno s kloniranom DNK on čini rekombiniranu DNK molekulu. Najpoznatiji vektorski sistemi u genetici su: plazmidi, bakteriofagi, virusi, kosmidi i bakterije.